# Балкудук
Балкуду́к (каз. Балқұдық) — село у складі Курмангазинського району Атирауської області Казахстану. Адміністративний центр Азгірського сільського округу.
Населення — 1371 особа (2021; 1899 у 2009, 2094 у 1999, 1997 у 1989).